# Matteo Boniperti
Matteo Boniperti (Novara, ... – Mantova, 24 agosto 1444) è stato un vescovo cattolico italiano.

## Biografia
Novarese di nascita, appartenne all'ordine dei frati domenicani e venne nominato vescovo di Mantova da papa Martino V.
Nel settembre 1433 celebrò la messa sul sagrato della cattedrale di San Pietro davanti all'imperatore Sigismondo, che consegnò a Gianfrancesco Gonzaga, signore di Mantova, le insegne marchionali . Lo stemma dei Gonzaga si arricchì della croce in rosso, accantonata dalle quattro aquile imperiali. Nell'occasione l'imperatore annunciò le nozze, avvenute nel 1437, della nipote Barbara di Brandeburgo con il primogenito di Gianfrancesco, Ludovico.
Durante il suo episcopato si prodigò per l'ampliamento e il sostentamento dei conventi della città.

## Successione apostolica
La successione apostolica è:
- Vescovo Giovanni Tavelli (1431)